# 1215 dans les croisades
Cette page regroupe les évènements concernant les Croisades qui sont survenus en 1215 :
- 8 janvier : Le concile de Montpellier donne provisoirement les biens de Raymond VI de Toulouse à Simon IV de Montfort[1].
- 11 novembre : Ouverture du quatrième concile du Latran[2].
- 30 novembre : Clôture du quatrième concile du Latran[2].
- 15 décembre : À la suite du concile de Latran, le pape Innocent III démet Raymond VI de Toulouse de ses biens et attribue le marquisat de Provence à Raymond VII de Toulouse, et le comté de Toulouse, les vicomtés de Carcassonne et de Béziers et le duché de Narbonne à Simon IV de Montfort[1].